# Kenneth van Kempen
Kenneth van Kempen (Weert, 2 april 1987) is een Nederlandse basketballer die speelt bij Soba Antwerpen.

## Carrière
Van Kempen begon in 2004 voor Upstairs Weert, en vertrok daar in 2006. Daarna speelde hij voor de universiteit van Ohio, en werd met zijn team in het seizoen 2009-2010 kampioen in de MAC conference. In 2010 werd bekend dat van Kempen terug zou keren naar zijn geboorteplaats Weert, om daar alweer voor de basketbalploeg BSW te gaan spelen. Bij BSW was zijn vader, Oliver van Kempen ook actief als assistent-coach. Later tekende hij bij voor nog een seizoen in Weert.

## Nationaal team
Van Kempen speelde ook voor het Nederlands nationaal basketbalteam onder 18 en onder 20.

## Erelijst
- All-Star (3): 2013, 2014, 2015

## Statistieken
Dutch Basketball League
| Jaar    | Team  | GS | MPW  | 2P%  | 3P%  | VW%  | RPW | APW | SPW | BPW | PPW  |
| ------- | ----- | -- | ---- | ---- | ---- | ---- | --- | --- | --- | --- | ---- |
| 2010–11 | Weert | 39 | 22.2 | .459 | .000 | .610 | 5.7 | 1.2 | 1.1 | 0.2 | 5.9  |
| 2011–12 | Weert | 26 | 25.1 | .411 | .429 | .662 | 6.5 | 2.4 | 1.2 | 0.5 | 9.0  |
| 2012–13 | Weert | 35 | 32.2 | .472 | .500 | .554 | 9.3 | 4.0 | 1.9 | 0.5 | 10.7 |